# Почтовые индексы в Брунее
Почтовые индексы в Брунее — система буквенно-цифровых почтовых кодов, которые используются в почтовом обиходе Брунея.

## Описание
Брунейские почтовые индексы состоят из двух заглавных букв латиницей, за которыми следуют четыре цифры. Формат почтового индекса может быть записан в виде YZ0000, где «Y» обозначает код округа (даера), «Z» обозначает код района (муким), первые две цифры обозначают код территории или населённого пункта, а последние две — код ближайшего почтового отделения. Например, почтовый индекс гольф-клуба Пантай Ментири (Pantai Mentiri Golf Club) выглядит как  BU2529.
Список почтовых индексов Брунея доступен  на сайте Департамента почтовых услуг Брунея.